# WTA Oslo Open
Il WTA Oslo Open è stato un torneo femminile di tennis che si disputava a Oslo in Norvegia su campi in sintetico indoor.

## Albo d'oro

### Singolare
| Anno | Campionessa        | Finalista       | Punteggio |
| ---- | ------------------ | --------------- | --------- |
| 1991 | Catarina Lindqvist | Raffaella Reggi | 6–3, 6–0  |

### Doppio
| Anno | Campionesse                        | Finalista                          | Punteggio     |
| ---- | ---------------------------------- | ---------------------------------- | ------------- |
| 1991 | Claudia Kohde Kilsch / Silke Meier | Sabine Appelmans / Raffaella Reggi | 3–6, 6–2, 6–4 |